# Buddy Banks (Saxophonist)
Ulysses „Buddy“ Banks (* 3. Oktober 1909 in Dallas; † 7. September 1991 in Desert Hot Springs, Kalifornien) war ein US-amerikanischer Jazz- und Rhythm-and-Blues-Tenorsaxophonist und Sänger.
„Buddy“ Banks stammte aus Texas und spielte zu Beginn seiner Karriere in den 1930er Jahren in dortigen Territory Bands, wie in der Charlie Echols’ Band 1933/34; in dieser Band spielte auch Jack McVea. Danach spielte Banks 1937 bei Claude Kennedy, dessen Orchester später von Cee Pee Johnson übernommen wurde. Um 1945 war Banks in seinem Spiel stark von Illinois Jacquet und Herschel Evans beeinflusst, außerdem von
Coleman Hawkins und Lester Young. In der zweiten Hälfte der 1940er Jahre nahm Banks einige Rhythm-and-Blues-Stücke unter eigenem Namen auf, bei denen Banks auch als Sänger zu hören war; diese 78er entstanden für kleine Label wie Sterling, Juke Box (später Specialty), Excelsior, Melodisc, Modern, King und Specialty. Der Song „Voo-it, Voo-it“ erreichte damals #4 der R&B-Charts; der Song wurde dann von Helen Humes gecovert. Nach 1953 verschwand Buddy Banks aus dem Musikgeschäft.

## Diskographische Hinweise
- Buddy Banks: Complete 1945–1949